# Shigeo Mito
Shigeo Mito (jap. 水戸 茂雄, Mito Shigeo, * in Ōsaka) ist ein japanischer Lautenist, Theorbist und Vihuelista.

## Leben und Wirken
Shigeo Mito kam im Jahr 1980 nach Europa und studierte auf der Estatal Conservatorio Superior de Musica Oscar Esplá Alicante und Real Conservatorio Superior de Musica Madrid. Dann studierte er mit José Miguel Moreno, Hopkinson Smith und Jordi Savall. Nach seiner Rückkehr nach Japan, hält er viele Konzerte und leitete Workshops für Laute und Vihuela.

## Werke
- Renaissance-Laute Unterricht, 1992
- Barocklaute Unterricht 1 & 2, 1993
- J. S. Bach Werke für Laute, 2001
- Suite für Laute BWV1007

## Aufsicht
- E.G.Baron: Historisch-theoretische und practische Untersuchung des Instruments der Lauten, Nürnberg 1727. „リュート 神 々 の 楽器“ japanische Übersetzung von Homare Kikuchi, 2009, ISBN 978-4-924541-90-0.
- V. Galilei: Fronimo „フロニモ“ japanische Übersetzung von Homare Kikuchi, 2009, ISBN 978-4-924541-91-7.

## Aufnahme
- J. S. Bach, S. L. Weiss Werke für Laute
- O gloriosa Domina (Musik für Vihuela vol.I)
- La Reveuse
- Let’s travel around Europe by Lute Music Part 1 The Renaissance Era.
- Let’s travel around Europe by Lute Music Part 2 The Baroque Era.
- Endechas Si los delfines mueren de amores (Musik für Vihuela vol.II)